# Fridericus
Pour l’article homonyme, voir Fridericus Rex (film, 1922).
Pour plus de détails, voir Fiche technique et Distribution.
Fridericus (Frédéric en latin) est un film allemand réalisé par Johannes Meyer, sorti en 1937.
Il s'agit d'un film biographique sur le roi Frédéric II de Prusse au moment de la guerre de Sept Ans d'après le roman de Walter von Molo.

## Synopsis
L'armée prussienne est à bout. Complètement épuisée, elle est cernée dans son camp par les Autrichiens. Les soldats commencent peu à peu à se faire une raison, quand le roi découvre au cours d'une reconnaissance une trouée à travers laquelle les Prussiens pourront fuir. Il laisse seulement un petit régiment de hussards sous le commandement du capitaine von Bonin afin que les Autrichiens croient que les Prussiens sont encore dans le camp. Lorsque les Autrichiens du maréchal Daun se rendent compte qu'ils dominaient seulement des tentes vides, l'armée prussienne est déjà sur la route de Schweidnitz.
Furieuse du tour de Frédéric, Marie-Thérèse, l'impératrice d'Autriche, met fin à toutes les festivités de la cour. Lorsque la nouvelle vient à Paris, le comte Wallis lui envoie 50 000 hommes de Paris en renfort. Wallis est envoyé pour voir le maréchal Daun.
Après qu'on l'a mis au courant de la famine et des pillages des Autrichiens contre ses sujets, Frédéric prend le chemin du château de Hubertuslust, où il est invité par le baron Heinrich Gottlob von Warkotsch (de). Le baron Warkotsch est le complice du comte Wallis pour enlever le roi de Prusse dans la nuit. Mais le plan est découvert en entendant la conversation entre les deux malfaisants par von Bonin qui parvient à le faire échouer.
Peu après, Berlin est occupé par l'armée russe. Quand Friedrich apprend cela, il est dévasté. Les généraux conseillent la reddition, Frédéric refuse. Il se ressaisit et redonne du courage à ses soldats. Après plusieurs attaques sur les soldats autrichiens, il gagne la bataille avec l'aide du général Zieten et ses hussards.

## Fiche technique
- Titre : Fridericus
- Réalisation : Johannes Meyer assisté de Fritz C. Mauch
- Scénario : Erich Kröhnke, Walter von Molo
- Musique : Marc Roland
- Direction artistique : Otto Erdmann, Hans Sohnle (de)
- Costume : Peter A. Becker
- Photographie : Bruno Mondi
- Son : Erich Lange
- Montage : Fritz C. Mauch
- Producteur : Hanns Otto
- Société de production : Diana-Tonfilm
- Société de distribution : Neue Deutsch Lichtspiel-Syndikat
- Pays de production :  Reich allemand
- Langue : allemand
- Format : Noir et blanc - 1,33:1 - Mono - 35 mm
- Genre : Historique et biopic
- Durée : 97 minutes
- Dates de sortie :
  - Troisième Reich : 8 février 1937.

## Distribution
- Otto Gebühr : Frédéric II de Prusse
- Hilde Körber : Wilhelmine de Bayreuth
- Lil Dagover : La marquise de Pompadour
- Agnes Straub : Élisabeth de Russie
- Käthe Haack : Marie-Thérèse d'Autriche
- Bernhard Minetti : Le comte Wallis
- Paul Klinger (de) : Le chevalier von Bonin
- Carola Höhn : Louise von Bonin
- Lucie Höflich : Mme Büttner
- Wilhelm König : Hans, son fils
- Alfred Gerasch : Le Generalfeldmarschall Leopold Joseph von Daun
- Paul Dahlke : Le Generalfeldmarschall Maurice d'Anhalt-Dessau
- Bruno Ziener : Le général Hans Joachim von Zieten
- Will Dohm (de) : Heinrich Gottlob von Warkotsch (de)
- Hermann Frick : Le lieutenant Schwarz
- Paul Westermeier : Le mousquetaire Mampe
- Heinrich Schroth : Le capitaine von Droste
- Karl Platen : Michael Gabriel Fredersdorf
- Hans Mierendorff : Le chambellan von Treskow
- Ernst Karchow (de) : Wenceslas Antoine de Kaunitz